# نورمان جوزيف وودلاند
نورمان جوزيف وودلاند (بالإنجليزية: Norman Joseph Woodland)‏ (و. 1921 – 2012 م) هو مهندس، ومخترع من الولايات المتحدة الأمريكية . ولد في اتلانتيك سيتي .شارك في مشروع مانهاتن .
توفي عن عمر يناهز 91 عاماً.

## التعليم
تعلم في جامعة دركسل

## مناصب وهيئات
أدار آي بي إم.

## جوائز
حصل على جوائز منها:
- قلادة العلوم الوطنية الأمريكية في مجال التكنولوجيا والإبتكار.